# 高岡市立博物館
高岡市立博物館（たかおかしりつはくぶつかん）は、富山県高岡市古城の、国史跡高岡古城公園内にある公立の郷土博物館。日本博物館協会、全国歴史民俗系博物館協議会、富山県博物館協会会員。

## 概要
主に高岡市の歴史、民俗や銅器、漆器などの伝統産業に関する調査、研究、展示、資料収集、保存、教育普及などの様々な事業を実施し、多様な市民の学習ニーズに応えるべく、生涯学習機関としての充実振興に努めている。収蔵資料は、2007年（平成19年）3月末現在で、2,272件、13,651点を数える。

## 沿革
1969年（昭和44年）、高岡市制施行80周年および開町360周年記念事業として、高岡市立美術館（現 高岡市美術館）に隣接して建設が決定され、1970年（昭和45年）6月1日に開館（現 新館）。
1971年（昭和46年）2月に、博物館法（1951年（昭和26年）、法律第285号第10条）の規定に基づく、公立博物館として文部省（現文部科学省）および富山県教育委員会に登録。
1994年（平成6年）、高岡市立美術館（現 高岡市美術館）の移転、分離により旧美術館棟（現 本館）を博物館棟として登録。なお、この本館の前身は、1951年（昭和26年）、高岡古城公園を会場に開かれた「高岡産業博覧会」の美術館パビリオン（設計は木村得三郎）として建設されたものである。
1996年（平成8年）4月、財団法人高岡市民文化振興事業団（現在は公益財団法人）へ業務が委託された。なお、2003年（平成15年）6月の地方自治法一部改正により、指定管理者制度が創設されたが、高岡市立博物館については引き続き同財団が指定管理者となっている。
2016年（平成28年）4月ごろより、本館玄関付近の外壁材の崩落により本館玄関が半年以上使用できなくなったが、築65年と老朽化が進んでいること、内部の設備も時代に合わないこと、2015年に古城公園が国の史跡に指定されたことから、移転新築または補強・設備更新などの議論がなされ移転新築が必要とされた。2017年（平成29年）6月8日、高岡市は高岡古城公園外への移転方針を表明したが、移転場所や時期は未定としていた。
2022年（令和4年）9月、高岡市は高岡市立博物館を移転して高岡市美術館と一体的に整備する方針を示した。

## 施設

### 本館（旧 高岡市立美術館）
- エントランスホール B
- 第1 常設展示室（高岡の歴史ゾーン）
- 第2 常設展示室（高岡の伝統産業・民俗ゾーン）
- 休憩室（ふるさとの歴史を彩る人々ゾーン）
- 茶室「松聲庵」
- 収蔵庫 B
- 事務室

### 新館
- エントランスホール A
- 第1、第2、第3 企画展示室
- 収蔵庫 A、C
- 講堂
- 事務室

### 施設情報
開館時間9時 - 17時 入館は16時30分まで
休館日毎週月曜日（祝日の場合は翌日）・年末年始（その他臨時休館あり）
入場料無料